# 大東村 (埼玉県)
大東村（だいとうむら）は、埼玉県入間郡に存在した村。

## 歴史
村名は大田村の大、日東村の東を組み合わせて大東村となった。

### 沿革
- 1889年（明治22年）4月1日 - 大袋村、大袋新田、藤倉村、山城村、増形村が合併して日東村（にっとうむら）が、大塚新田村、南大塚村、豊田本村、豊田新田、池辺村が合併して大田村（おおたむら）がそれぞれ成立する。
- 1943年（昭和18年）11月3日 - 日東村と大田村が合併し、大東村が発足。
- 1955年（昭和30年）4月1日 - 川越市に編入され、消滅。

### 村域の変遷
| 1868年 以前 | 1868年 以前 | 1879年 (明治12) | 1889年 (明治22) 4月1日 | 1943年 (昭和18) 11月3日 | 1955年 (昭和30) 4月1日 | 現在   |
| ----------- | ----------- | --------------- | ---------------------- | ----------------------- | ---------------------- | ------ |
|             | 豊田新田    | 豊田新田        | 大田村                 | 大東村                  | 川越市 に編入          | 川越市 |
|             | 豊田本村    |                 | 大田村                 | 大東村                  | 川越市 に編入          | 川越市 |
|             | 池辺村      |                 | 大田村                 | 大東村                  | 川越市 に編入          | 川越市 |
|             | 大塚村      | 南大塚村        | 大田村                 | 大東村                  | 川越市 に編入          | 川越市 |
|             | 大塚新田村  |                 | 大田村                 | 大東村                  | 川越市 に編入          | 川越市 |
|             | 大袋新田    | 大袋新田        | 日東村                 | 大東村                  | 川越市 に編入          | 川越市 |
|             | 大袋村      |                 | 日東村                 | 大東村                  | 川越市 に編入          | 川越市 |
|             | 藤倉村      |                 | 日東村                 | 大東村                  | 川越市 に編入          | 川越市 |
|             | 山城村      |                 | 日東村                 | 大東村                  | 川越市 に編入          | 川越市 |
|             | 増形村      |                 | 日東村                 | 大東村                  | 川越市 に編入          | 川越市 |

## 地域
- 大袋（おおふくろ）
- 大袋新田（おおふくろしんでん）
- 藤倉（ふじくら）
- 山城（やましろ）
- 増形（ますかた）
- 大塚新田（おおつかしんでん）
- 南大塚（みなみおおつか）
- 豊田本（とよたほん）
- 豊田新田（とよたしんでん）
- 池辺（いけのべ）

これらは全て川越市の大字名となっているが、一部地域は区画整理などの町名変更で豊田町・南台・日東町・四都野台などになっている。

## 交通

### 鉄道
- 西武鉄道
  - 新宿線
    - 南大塚駅

## 参考資料
- 角川日本地名大辞典